# Volturara Irpina
Volturara Irpina község (comune) Olaszország Campania régiójában, Avellino megyében.

## Fekvése
Dragone folyó völgyére néző Monte Costa és Monte Faggeto lejtőin fekszik. Határai: Castelvetere sul Calore, Chiusano di San Domenico, Montella, Montemarano, Salza Irpina, Santo Stefano del Sole, Serino és Sorbo Serpico.

## Története
Első említése 797-ből származik. A következő századokban nemesi birtok volt. A 19. században nyerte el önállóságát, amikor a Nápolyi Királyságban felszámolták a feudalizmust. Az Irpini megnevezést megkülönböztetésként kapta, mert létezik még egy Volturara nevű település Pugliában is (Volturara Appula).

## Népessége
A népesség számának alakulása:

## Főbb látnivalói
- a 16. századi San Nicola di Bari-templom
- a 8. századi longobárd vár romjai
- a 17. századi San Michele-kápolna
- a Népművészeti Múzeum